# 1905 no desporto

## Eventos

### Ciclismo
- 30 de julho - O francês Louis Trousselier vence a 3.ª edição da Volta a França em Bicicleta.

### Futebol
- 5 de fevereiro - Fundação do Clube do Remo de Belém
- 14 de março - Fundação do Chelsea Football Club da Inglaterra.
- 3 de abril - Fundação do Club Atlético Boca Juniors, Argentina.
- 9 de abril - É realizado o primeiro Campeonato Baiano de Futebol.
  - A Juventus é campeã italiana pela primeira vez. No último jogo do triangular, a Juventus somou 6 pontos no empate de 1 a 1 com o Genoa e festejou uma semana depois, porque o Genoa fechou com 5 pontos no empate de 2 a 2 contra o U.S. Milanese.[1]
- 13 de maio - Fundação do Sport Club do Recife
- 14 de outubro - Fundação do Sevilla Fútbol Club da Espanha.

### Xadrez
- 12 de junho a 18 de julho - Torneio de xadrez de Oostende de 1905, vencido por Geza Maroczy.[2]

## Nascimentos
| Data            | Nome            | Profissão                        | Nacionalidade | Observações | Ref                 |
| --------------- | --------------- | -------------------------------- | ------------- | ----------- | ------------------- |
| 28 de fevereiro | Maravilha Negra | futebolista                      | Brasil        | m. 1939     | [carece de fontes?] |
| 20 de setembro  | Abe Coleman     | wrestler profissional            | Polônia       | m. 2007     | [ 3 ]               |
| 27 de setembro  | Ernst Baier     | patinador artístico              | Alemanha      | m. 2001     | [ 4 ]               |
| 28 de setembro  | Max Schmeling   | pugilista e paraquedista militar | Alemanha      | m. 2005     | [ 5 ]               |

## Mortes
| Data        | Nome          | Profissão | Nacionalidade | Observações | Ref   |
| ----------- | ------------- | --------- | ------------- | ----------- | ----- |
| 27 de junho | Harold Mahony | tenista   | Irlanda       | n. 1867     | [ 6 ] |